# Xavier de Echarri
Javier de Echarri Gamundi (Madrid, 18 de abril de 1913-Barcelona, 18 de octubre de 1969) fue un periodista y editorialista español. A lo largo de su carrera llegó a dirigir varios periódicos, como Arriba o La Vanguardia Española.

## Biografía
Nació en Madrid el 18 de abril de 1913, en el seno de una familia acomodada. Realizó estudios superiores en la Universidad María Cristina de El Escorial y posteriormente en la Universidad Central de Madrid. Abogado de profesión, sin embargo, desde muy pronto se especializó en periodismo. En sus primeros años colaboró con los diarios La Época y ABC.
Conocido falangista, tras el final de la Guerra civil pasó a dirigir el diario Arriba, órgano oficial de FET y de las JONS. Durante la etapa de Echarri al frente de la publicación, Arriba lograría alcanzar una gran difusión entre el público. En el verano de 1940 viajó a la Alemania nazi junto a otros periodistas españoles, donde visitó algunas instalaciones de la prensa nazi. Volvería a visitar Alemania en 1943, junto a los «pro-nazis» Gabriel Arias-Salgado y Víctor de la Serna.
En 1948 cesó en la dirección de Arriba. Tres años después se trasladó al Portugal salazarista, donde pasó a ser agregado de prensa y, posteriormente, consejero de información de la embajada española en Lisboa. A partir de 1963 pasó a dirigir el diario barcelonés La Vanguardia Española, posición en la que se mantuvo hasta su fallecimiento en 1969.

## Familia
Contrajo matrimonio con Carmen Moltó López-Quesada, con la cual tuvo cinco hijos, algunos de los cuales también se dedicaron a la prensa. Uno de ellos, Xavier, fue fundador y director de las revistas satíricas Barrabás y El Papus.